# Purpurtulkört
Purpurtulkört (Vincetoxicum nigrum) är en oleanderväxtart som först beskrevs av Carl von Linné, och fick sitt nu gällande namn av Conrad Moench. Purpurtulkört ingår i släktet tulkörter, och familjen oleanderväxter. Inga underarter finns listade i Catalogue of Life.